# Мальта на «Евровидении-1991»
Для Мальты участие в телевизионном конкурсе Евровидение-1991, который состоялся 4 мая в студии RAI в Риме, Италия было четвёртым. Страну представлял дуэт Джорджины Абела и Пола Джордимайны с песней Could It Be ("Может быть"), написанной Полом Абела и Рэем Махони. По итогам голосования Абела и Джордимайна заняли шестое место из 22, набрав 106 очков, зафиксировав лучший результат Мальты на Евровидение. Таким образом, Could It Be стала предшественницей мальтийской заявки на Евровидение-1992 Little Child в исполнении Мэри Спитери. Глашатаем от Мальты был Доминик Майклиф.

## Предыстория
К моменту своего участия в конкурсе 1991 года Мальта безуспешно участвовала на Евровидение трижды: в 1971, 1972 и 1975 годах. Лучшим результатом страны на тот период времени было 12-е место, которого они достигли в 1975 году с песней Singing This Song в исполнении Ренато Майклифа. Из-за отсутствия финансирования Мальта пропускала Евровидение дважды: в 1973 и 1974 годах. В 1976 году парламент страны принял решение об отказе от дальнейшего участия Мальты в конкурсе. Только в конце 1980-х годов страна вновь проявила заинтересованность в Евровидении. Однако из-за ограничения числа стран-участниц Европейский вещательный союз отказал Мальте в возвращении. Только в 1991 году из-за отказа Нидерландов от участия на Евровидении, ЕВС разрешил Мальте вернуться.

## До «Евровидения»

### Национальный финал
Начиная с 1971 года мальтийский вещатель PBS организовывал национальный финал под названием Malta Song for Europe (мальтийск. Festival tal-Kanzunetta Maltija għall-Ewropa) для выбора артиста и песни для участия на Евровидение. В 1991 году PBS также использовал данный формат. Национальный финал состоялся 23 марта 1991 года в средиземноморском Конференц-центре Валлетты. Ведущими были Гектор Бруно, Моника Аттар, Чарльз Салиба и Анна Бонанно. Финалу предшествовали два полуфинала, состоявшиеся 20 и 21 марта соответственно. Двенадцать песен, семь из которых прошли первый полуфинал, а оставшиеся пять - второй, прозвучали дважды. В первый раз конкурсанты исполнили свои заявки на мальтийском языке, а во второй раз - на английском. Победитель определялся голосами экспертной комиссии жюри. Только три лучшие песни были анонсированы жюри. Среди конкурсантов Malta Song for Europe 1991 были Хелен Майклиф, представлявшая Мальту на Евровидение-1972 и Ренато Майклиф, представлявший Мальту на Евровидение-1975.
| Порядковый номер | Исполнитель                 | Название песни на мальтийском | Название песни на английском | Место |
| ---------------- | --------------------------- | ----------------------------- | ---------------------------- | ----- |
| 1                | Джо Джордж и Хелен Майклиф  | Aħna għal kontra r-riħ        | I Just Can’t Let Go          |       |
| 2                | Оливия Камильери            | Dik harstek kellmitni         | The Rhythm of Friendship     |       |
| 3                | Джорджина и Пол Джордимайна | Sejjaħ u ssibni               | Could It Be                  | 1     |
| 4                | Мартиз Танти                | Bħal darba int u jien         | Together You and I           |       |
| 5                | Энцо Гусман                 | Għax għadni nħobbok           | Cause I Still Love You       |       |
| 6                | Greenfields                 | Ritratti                      | Pictures                     |       |
| 7                | Майк Спитери                | Maratona                      | Maratona                     |       |
| 8                | Ренато Майклиф и Мариса     | L-isbaħ ġmiel għall-maħbubin  | It’s Wonderful to Be in Love | 3     |
| 9                | Spectrum                    | Xi trid                       | You Will Never Know          |       |
| 10               | The Starbrights             | Doża imħabba                  | Let’s Be Good                |       |
| 11               | Годвин Лукас                | Ftakar                        | Full Crystal Love            |       |
| 12               | Кэтрин Вигар                | Int u jien                    | Let There Be You and Me      | 2     |

## На «Евровидении»
В Риме Джорджина Абела и Пол Джордимайна исполнили английскую версию своей песни под названием Could It Be. Они выступили под номером 3, между Исландией и Грецией. По итогам голосования Мальта заняла шестое место из 22, набрав 106 очков, в том числе максимальные 12 очков от Швеции и Ирландии. Этот результат стал лучшим для страны с 1975 года. Кроме того, успех Мальты позволил ЕВС разрешить дальнейшее участие страны на Евровидение и расширить пул стран-участниц до 23, позволив Нидерландам вернуться. 12 очков мальтийское жюри присудило Кипру. Дирижёром оркестра во время исполнения мальтийской песни был её композитор Пол Абела.